# Radiónica
Radiónica (português europeu) ou radiônica (português brasileiro) é uma medicina alternativa que alega que as doenças podem ser diagnosticadas e tratadas através de uma forma de energia semelhante às ondas de rádio. O conceito de radiónica surgiu no início da década de 1900, impulsionado por Albert Abrams, que se viria a tornar milionário com o aluguer de instrumentos de radiónica que ele próprio fabricava. Os fundamentos da radiónica contrariam as leis da física e da biologia, pelo que é amplamente considerada uma pseudociência. A Food and Drug Administration norte-americana não reconhece quaisquer utilizações médicas para os instrumentos de radiónica.